# Arthur Smith (Politiker)
Arthur Smith (* 15. November 1785 bei Smithfield, Isle of Wight County, Virginia; † 30. März 1853 ebenda) war ein US-amerikanischer Politiker. Zwischen 1821 und 1825 vertrat er den Bundesstaat Virginia im US-Repräsentantenhaus.

## Werdegang
Arthur Smith wurde auf dem Familienanwesen Windsor Castle nahe Smithfield geboren. Er besuchte die öffentlichen Schulen seiner Heimat und studierte am College of William & Mary in Williamsburg. Nach einem anschließenden Jurastudium und seiner 1808 erfolgten Zulassung als Rechtsanwalt begann er in Smithfield in diesem Beruf zu arbeiten. Außerdem bewirtschaftete er sein Anwesen Windsor Castle. Smith war auch aktives Mitglied der Miliz und nahm als Oberst am Britisch-Amerikanischen Krieg von 1812 teil. Gleichzeitig schlug er als Mitglied der Demokratisch-Republikanischen Partei eine politische Laufbahn ein. Zwischen 1818 und 1820 saß er im Abgeordnetenhaus von Virginia.
Bei den Kongresswahlen des Jahres 1820 wurde Smith im 20. Wahlbezirk von Virginia in das US-Repräsentantenhaus in Washington, D.C. gewählt, wo er am 4. März 1821 die Nachfolge von John C. Gray antrat. Nach einer Wiederwahl konnte er bis zum 3. März 1825 zwei Legislaturperioden im Kongress absolvieren. Seit 1823 vertrat er als Nachfolger von James Stephenson den zweiten Distrikt seines Staates. Damals zählte er innerhalb seiner Partei zur Fraktion um William Harris Crawford. Im Jahr 1824 verzichtete er auf eine weitere Kandidatur.
Nach dem Ende seiner Zeit im US-Repräsentantenhaus praktizierte Arthur Smith wieder als Anwalt. Zwischen 1836 und 1841 war er nochmals Mitglied des Staatsparlaments von Virginia. Er starb am 30. März 1853 in Smithfield und wurde auf Windsor Castle beigesetzt.